# Теофілівка (Гайсинський район)
Теофі́лівка — село в Україні, у Джулинській сільській громаді Гайсинського району Вінницької області.

## Географія
Селом тече річка Ташличка, ліва притока Південного Бугу. Найближча залізнична станція — Джулинка (за 5 км).

## Історія
Село засноване 1725 року.
7 (20) листопада 1917 року, відповідно до Третього Універсалу Української Центральної Ради, увійшло до складу Української Народної Республіки.
У 2017—2020 роках село перебувало у складі Шляхівської сільської громади.
12 червня 2020 року, відповідно розпорядження Кабінету Міністрів України № 707-р «Про визначення адміністративних центрів та затвердження територій територіальних громад Вінницької області», село увійшло до складу Джулинської сільської громади.
19 липня 2020 року, в результаті адміністративно-територіальної реформи і ліквідації Бершадського району, село увійшло до складу Гайсинського району.